# ショット雑音

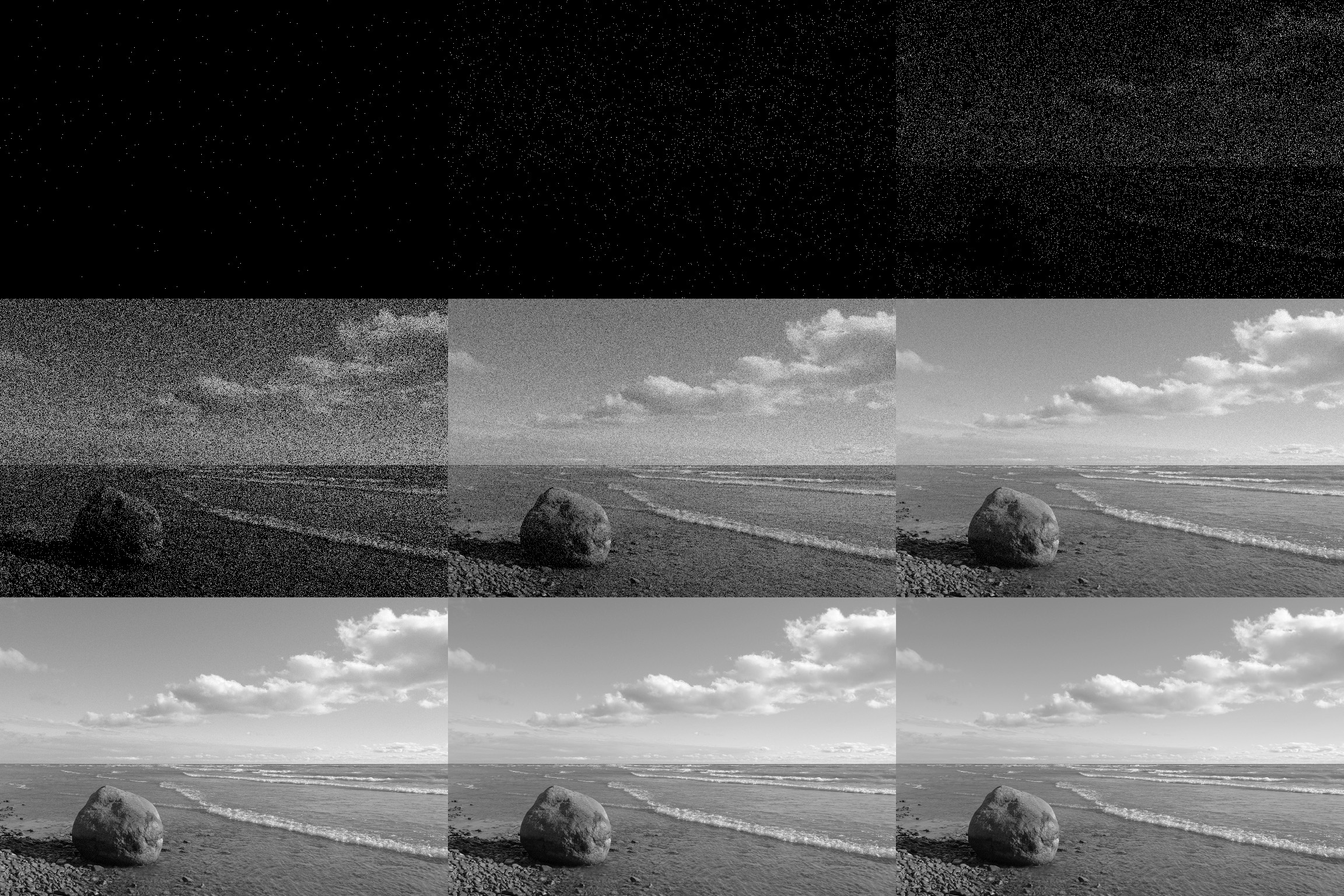
デジタル写真における光子ショット雑音のシミュレーション。

ショット雑音(ショットざつおん、ショットノイズ、Shot noise)とは、回路ノイズの一種である。電気回路における電子や光学装置における光子のようなエネルギーを持った粒子の数が極度に小さい場合、粒子数の統計的変動が測定にかかるほど大きくなるために発生する。ショット雑音は電子工学、電気通信、基礎物理学の分野で問題にされる。 
ショット雑音の大きさは光強度や電流の平均値に比例する。普通平均値は信号そのものを指すが、平均値が増えるとき、信号レベルは雑音レベルよりも早く増加する。したがって、多くの場合、ショット雑音は電流や光強度が小さいときにしか問題にならない。
ある時間内に検出される光子数の平均値は光源の強さから決まるが、実際に検出される数は平均値と等しい場合もあれば大きくも小さくもなる。平均値を中心とするその分布はポアソン分布になる。事象の数が大きくなるにつれポアソン分布は正規分布に近づくので、非常に多数の光子を測定すると、信号に含まれる光子雑音は正規分布に近づく。
事象の間に相関がない場合、ショット雑音は理想的なホワイトノイズである。
ポアソン分布の性質から、光子雑音の標準偏差は光子数の平均の平方根に等しいことが示せる。したがってSN比は次の式で表される。 
{\displaystyle S\!N\!R={\frac {N}{\sqrt {N}}}={\sqrt {N}}}
ここで{\displaystyle N}は検出される光子数の平均である。{\displaystyle N}を大きくすれば、SN比もそれにつれて大きくなる。このことから、光子数が小さいときに光子雑音が相対的に重要になることが分かる。 

## 解説

### 電子素子におけるショット雑音
電子素子におけるショット雑音は素子を流れる電流のランダムなゆらぎである。電流を担う電子が離散的な存在であり、連続的な定常流を作れないことがその本質である。pn接合で問題になることが多いが、どのような素子においても生じており、電荷が時間的に局在していない場合にも存在する。 
ショット雑音は平衡状態の電流ゆらぎとは区別すべきである。後者は電圧がなく、時間平均すると電流値がゼロである時にも発生する。そのような平衡状態の電流ゆらぎはジョンソン・ナイキスト・ノイズと呼ばれる。
ショット雑音はポアソン過程であり、電流を担う電荷はポアソン分布に従っている。電流ゆらぎの標準偏差は 
{\displaystyle \sigma _{i}={\sqrt {2\,q\,I\,\Delta f}}}
と書かれる。ここで{\displaystyle q}は電気素量、{\displaystyle I}は素子を流れる電流の平均値である。 それぞれの量は国際単位系で表されているものとする。電流100mAに対して、上式は 
{\displaystyle \sigma _{i}={\frac {0.18\,nA}{\sqrt {Hz}}}}
の値を与える。もしこのノイズ電流が単純な抵抗器を流れたならば、ノイズ電力は次の式で表される。
{\displaystyle P=2\,q\,I\,\Delta fR}
電荷が完全に時間的に局在しているわけではないが、時間領域で{\displaystyle qF(t)}のような分布({\displaystyle F(t)}の時間積分は1とする)を持つ場合には、ノイズ電流のパワースペクトル密度は 
{\displaystyle S_{i}(f)=2\,q\,I\,|\Psi (f)|^{2}}
となる。ここで{\displaystyle \Psi (f)} は{\displaystyle F(t)}のフーリエ変換である。 
ノート
ショット雑音と熱雑音はどちらも量子雑音である。研究者によっては、両者を統一された概念とみなしている 
。

### 量子光学におけるショット雑音
量子光学においては、ショット雑音の原因は検出される光子数のゆらぎである。したがって、ここでもやはり、エネルギー（この場合、電磁場が持つエネルギー）が離散化されている結果として生じるものだと言える。ショット雑音は量子雑音の主体である。光子数個レベルの測定が可能な光電子増倍管の信号にはショット雑音が現れるが、もっと強度の高い光をフォトダイオードと時間分解能の高いオシロスコープを用いて測定している時にも現れる。検出器の光電流は光強度(光子の数)に比例するので、測定される電流にはこの種のゆらぎが含まれるのが普通である。 
レーザーのようなコヒーレント光源の場合には、ショット雑音は強度の平均の平方根に比例する。 
{\displaystyle \Delta I^{2}\ {\stackrel {\mathrm {def} }{=}}\ \langle \left(I-\langle I\rangle \right)^{2}\rangle \propto I.}
Similar lower bound of quantum noise takes place for linear quantum amplifier. The only exception being if a squeezed coherent state can be formed through correlated photon generation. The reduction of uncertainty of the number of photons per mode (and therefore the photocurrent) may take place 
just due to the saturation of gain; this is intermediate case between a laser with locked phase and amplitude-stabilized laser. 

### 空間電荷
低ノイズ能動素子では、電荷間の静電的な反発力によってショット雑音を抑制する設計になっている。光子素子の場合にはこのような空間電荷によるノイズ低減機構は存在しない。 